# Hyperolius benguellensis
Hyperolius benguellensis là một loài ếch thuộc họ Hyperoliidae.
Loài này có ở Angola, Botswana, Cộng hòa Dân chủ Congo, Malawi, Zambia và Zimbabwe, có thể có ở Mozambique và Namibia.
Môi trường sống tự nhiên của chúng là xavan khô, xavan ẩm, vùng cây bụi ẩm khu vực nhiệt đới hoặc cận nhiệt đới, đồng cỏ khô nhiệt đới hoặc cận nhiệt đới vùng đất thấp, đồng cỏ nhiệt đới hoặc cận nhiệt đới vùng ngập nước hoặc lụt theo mùa, sông ngòi, đầm nước, hồ nước ngọt, đầm nước ngọt, và đầm nước ngọt có nước theo mùa.

## Hình ảnh

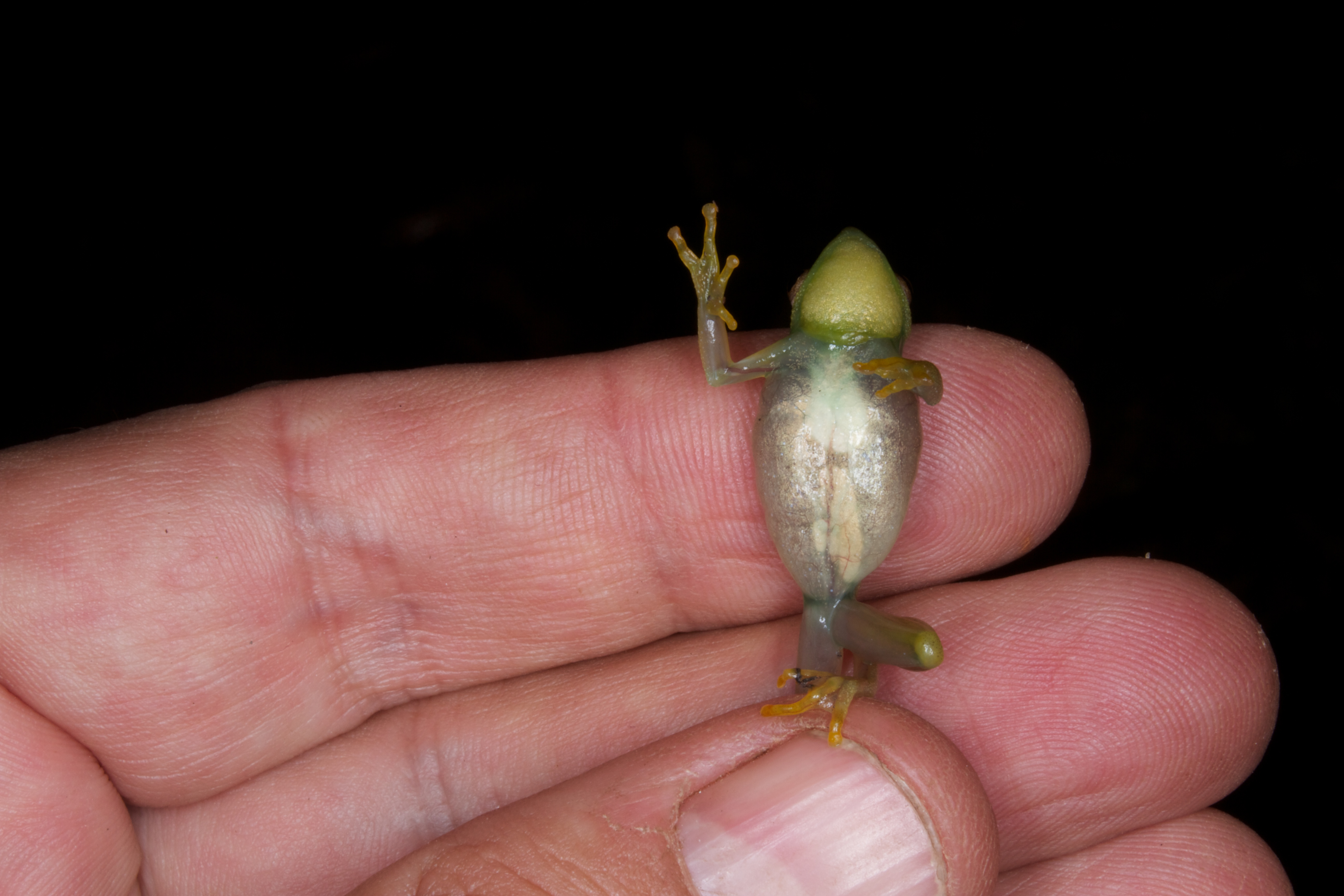
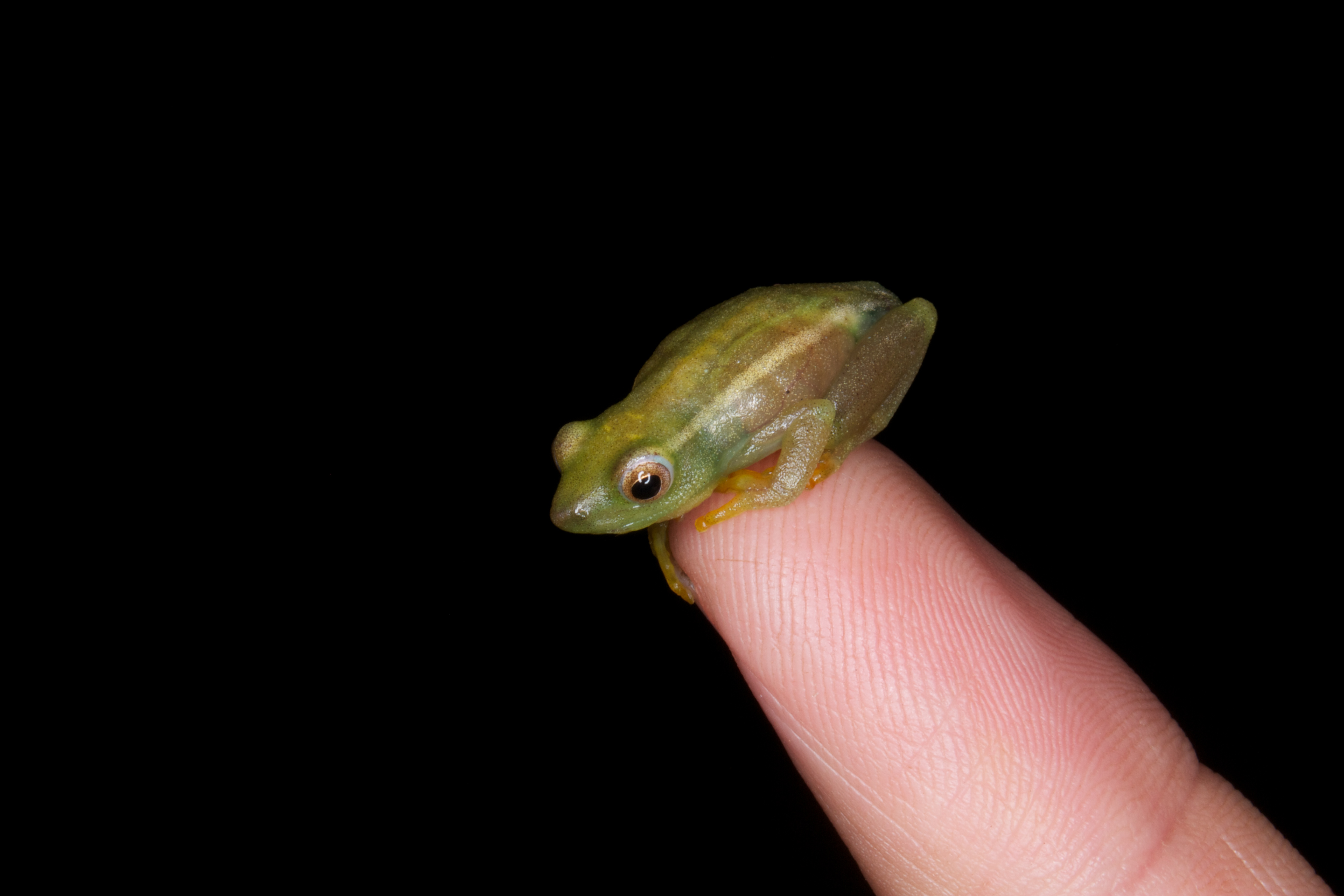
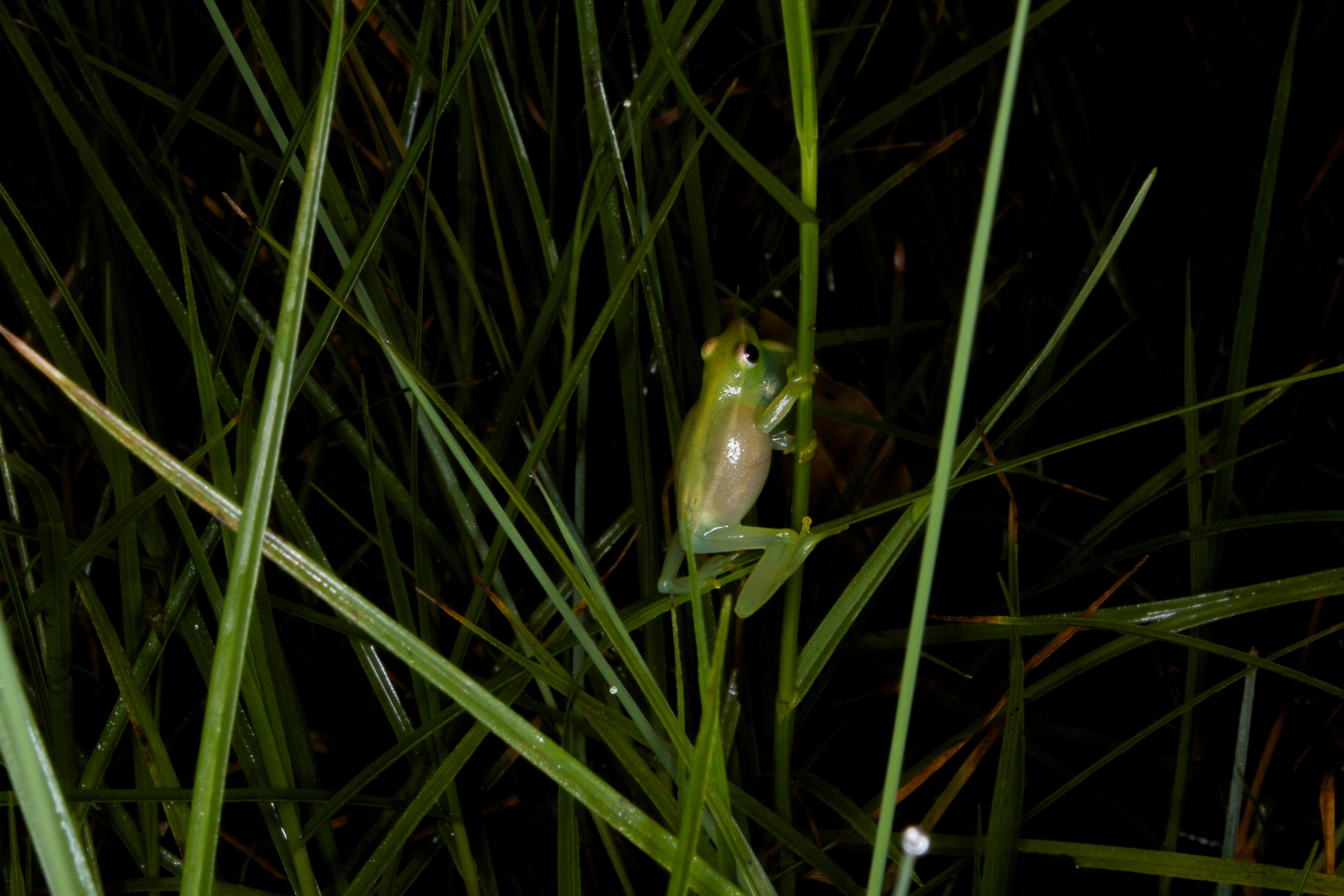